# إيلين باركر
إيلين باركر (بالإنجليزية: Eileen Barker)‏ هي عالمة اجتماع بريطانية، ولدت في 21 أبريل 1938 في إدنبرة في المملكة المتحدة.